# Lančano prenosilo
Lančano prenosilo služi za vodoravni, okomiti i kosi prijenos sipkog materijala i komadne robe. Lančana prenosila imaju jedan ili više beskonačnih lanaca kao vučne dijelove, odnosno kao vučne i nosive dijelove. Lanci za vrijeme rada kližu po nosivoj površini ili se kotrljaju na kotačićima ili valjčićima ugrađenima u lanac. Postoji veoma mnogo različitih vrsta lančanih prenosila, a najvažnije su sljedeće vrste: žljebasto lančano prenosilo, prenosilo sa strugalima, povlačno prenosilo, člankasto i kružno viseće prenosilo. 
Lančana prenosila imaju sljedeće prednosti: mogu preuzimati velike vučne sile, lančanici su malih promjera, oštećeni dijelovi lanaca mogu se jednostavno izmijeniti, neosjetljivi su prema veoma abrazivnim materijalima. Njihovi nedostaci su: male brzine (od 0,5 do 1,5 m/s), bučan hod, velika vlastita masa i veliko trošenje (habanje) mnogih dijelova prenosila. Skica jednostavnoga lančanog prenosila prikazana je na slici. Elektromotor, preko reduktora i pogonskog lančanika, pokreće beskonačni lanac. Potrebna se sila prednatezanja dobiva pomoću nateznog uređaja za povratnom lančaniku. Na lancu su, već prema vrsti prenosila, pričvršćeni različiti zahvatači, vedrice, ploče i slično.

## Žljebasta lančana prenosila
Žljebasta lančana prenosila prenose kroz otvorene ili zatvorene žljebove sipki materijal pomoću lanca s niskim poprečnim pritkama ili krilima, a lanac je smješten unutar sloja sipkog materijala i kreće se zajedno s materijalom. Unutrašnje trenje materijala u sloju veće je od trenja materijala na stijenkama žlijeba, pa zahvatači lanca pokreću materijal u žlijebu naprijed kao kompaktnu masu u neprekinutom sloju, a ne u pojedinim hrpama kao u prenosilu sa strugalima. Pri kretanju materijala visina sipine u žlijebu nekoliko je puta veća od visine zahvatača, odnosno lanca.

### Žljebasto otvoreno lančano prenosilo
Žljebasto otvoreno lančano prenosilo ima žlijeb od čeličnog lima, betona ili, za veoma abrazivne materijale, od lijevanog željeza. Brzina lanca iznosi od 0,05 do 0,4 m/s, što ovisi o abrazivnosti materijala, a volumni protok je od 7 do 30 m3/h. Žljebasto otvoreno lančano prenosilo služi za prijenos troske, pepela, piljevine i slično.  

### Žljebasta zatvorena lančana prenosila
Žljebasta zatvorena lančana prenosila nazivaju se i redleri prema engleskoj tvornici Redler Conveyors Ltd. Različitim oblikovanjem zahvatača lanca i žlijeba omogućen je vodoravni, kosi ili okomiti prijenos materijala. Za vodoravni prijenos dovoljni su jednostavni zglobni lanci s niskim poprečnim pritkama (plosnatim zahvatačima), ili lanci s poprečnim krilima u obliku slova L. Za kosi i okomiti prijenos upotrebljavaju se lanci s poprečnim krilima u obliku slova U i u obliku slova H. 
Redleri su prikladni za sve prašinaste, zrnate i sitnogrudaste materijale kojima je vlaga manja od 35% i koji nisu ljepljivi (na primjer brašno, šećer, cement, žitarice, kemikalije, sitan ugljen i tako dalje). Temperatura materijala može iznositi i do 300 °C. Prednosti su tih prenosila u tome što imaju zatvorene žljebove koji ne propuštaju prašinu, što zauzimaju malo prostora, što se na bilo kojemu mjestu prenosila može materijal utovariti i istovariti, što je materijal mirniji nego u pužnim prenosilima i što se nagib uzduž puta prijenosa može mijenjati. Nedostaci su veliko trošenje lanaca i žljebova, velika pogonska snaga zbog velikog trenja i male brzine i duljine prijenosa.
Žljebasta zatvorena lančana prenosila imaju maseni protok do 800 t/h, a duljinu dobave do 80 m, a visinu dobave do 30 m. Da trošenje habanjem ne bi bilo preveliko, brzine dobave moraju biti malene, od 0,1 do 0,4 m/s. Širine su žljebova do 1 200 mm za niske plosnate zahvatače, a do 500 mm za zahvatače u obliku slova U.
Maseni protok žljebastih zatvorenih lančanih prenosila iznosi:
{\displaystyle I_{m}=A\cdot v\cdot c\cdot c_{1}\cdot \rho }
gdje je: A - površina presjeka materijala koji se prenosi, v - brzina kretanja materijala, ρ - nasipna gustoća materijala, c - brzinski koeficijent kojim se uzima u obzir zaostajanje materijala s obzirom na lanac. Za vodoravni prijenos i za prijenos s blagim usponom c = 0,6 - 0,9, a za okomiti prijenos i prijenos s velikim usponom c = 0,5 - 0,7. Manje se vrijednosti odnose na veće strmine i prašinasti materijal. Smanjenje korisnog presjeka A zbog lanca često se zanemaruje ili se uzima u obzir s faktorom c1 = 0,95. 

## Prenosila sa strugalima
Prenosila sa strugalima imaju sa strane ili iznad sloja materijala lance s tuljkom oslonjene na kotačićima. Zahvatači su strugala u obliku ploča prilagođenih presjeku žlijeba. Pomoću strugala materijal se u hrpama gura. Upotrebljavaju se za zrnat i grudast materijal (ne veći od 200 mm) kao što su ugljen, cijepano drvo, pepeo, čelična strugotina, ljevarski pijesak, vapnenac, sol i slično. Nisu prikladni za veoma abrazivni i ljepljivi materijal. Prenosila sa strugalima u obliku niskih ploča (od 30 do 80 mm), vučenih kolutnim lancima koji kližu po podlozi, često se upotrebljavaju u rudarstvu za prijenos ugljena i rudača, jer se mogu izgraditi s veoma malenom visinom, svega 150 do 250 mm. 
Dobava prenosila sa strugalima iznosi do 300 t/h. Duljina prijenosa sa strugalima normalne visine (do 400 mm) iznosi do 60 m, a s niskim strugalima do 300 m. Brzina je prijenosa od 0,2 do 0,8 m/s, a kut uspona do oko 40°. Maseni protok prenosila sa strugalima izračunava se pomoću izraza:
{\displaystyle I_{m}=A_{1}\cdot v\cdot \phi \cdot k\cdot \rho }
gdje je: A1 - površina presjeka žlijeba prenosila, φ - stupanj punjenja žlijeba, v - brzina lanca, k'' - faktor smanjenja zbog uspinjanja prenosila, a ρ - nasipna gustoća materijala. Stupanj punjenja žlijeba φ za prenosila sa strugalima normalne visine iznosi od 0,5 do 0,8, a s niskim strugalima φ = 0,8 - 0,9, za sitniji ugljen i φ = 1 - 1,2 za krupniji ugljen, odnosno rudaču. Za kut nagiba prenosila od 0 do 40° faktor smanjivanja k = 1 - 0,5.
Prednosti su prenosila sa strugalima u tome što su jeftiniji, što mogu mijenjati smjer prijenosa materijala, što zahtijevaju malo prostora i što imaju jednostavan utovar i istovar materijala. Njihovi su nedostaci u tome što oštećuju materijal trenjem i gnječenjem, što se strugala, lanci i žljebovi veoma troše habanjem, što imaju malu dobavu, a veliki potrošak energije zbog klizanja materijala koji se prenosi.